# Berlandina deserticola
Berlandina deserticola är en spindelart som först beskrevs av Raymond Comte de Dalmas 1921.  Berlandina deserticola ingår i släktet Berlandina och familjen plattbuksspindlar. Inga underarter finns listade.